# Sunrise Manor
Sunrise Manor é uma região censo-designada localizada no estado americano de Nevada, no Condado de Clark.

## Demografia
Segundo o censo americano de 2000, a sua população era de 156.120 habitantes.

## Geografia
De acordo com o United States Census Bureau tem uma área de 99,1 km², dos quais 99,1 km² cobertos por terra e 0,0 km² cobertos por água.

## Localidades na vizinhança
O diagrama seguinte representa as localidades num raio de 12 km ao redor de Sunrise Manor.